# Adieu Paris (film, 1952)
Pour les articles homonymes, voir Adieu Paris (homonymie).
Pour plus de détails, voir Fiche technique et Distribution.
Adieu Paris est un film français réalisé par Claude Heymann, sorti en 1952.

## Synopsis
Mr Lami possède une usine d'apéritifs à Marseille et a de grandes ambitions pour le mariage de son fils Camille qui préfère la musique à l'usine de son père. Camille a le choix. Son père lui destine une riche marseillaise , Juliette, mais Camille aime une chanteuse italienne : Sylvia . Françoise ,elle, est amoureuse de Camille. Mr Lami fait l'éloge de Camille en disant qu'il est à Paris avec sa troupe de musiciens et se produit dans les grandes salles de la capitale. En fait le succès n'est pas au rendez vous et le groupe de musiciens doit gager ses instruments de musique au crédit municipal. Les voilà obligés de jouer avec des instruments de fortune. Le groupe se produit néanmoins dans des salles de danse en rêvant qu'il joue à Marseille. Adieu Paris ! Une visite de la capitale et le groupe rentre à Marseille en avion en chantant gaiement Adieu Paris.

## Fiche technique
- Titre : Adieu Paris
- Réalisation : Claude Heymann
- Scénario : Claude Heymann
- Dialogues : Guillaume Hanoteau
- Photographie : Pierre Petit
- Montage : Raymond Lamy
- Musique : Camille Sauvage
- Son : William Robert Sivel
- Société de production : Les Films Lutétia
- Production entièrement réalisée en décors naturels dans les distilleries Ricard à Sainte-Marthe et au cabaret Paris-Montmartre à Marseille[1]
- Pays de production :  France
- Format :  Noir et blanc - 35 mm
- Genre :  Comédie
- Durée : 85 minutes
- Date de sortie :
  - France : 25 septembre 1952

## Distribution
- Françoise Arnoul : Françoise
- Henri Vilbert : M Lamy
- Camille Sauvage : Camille Lami
- Marcelle Arnold : Virginie
- René Clermont : Boireau
- Renée Cosima : Juliette
- Victoria Marino : Sylvia
- Philippe Nicaud
- Jim Gérald

## Analyse
Malgré un titre et une affiche qui évoquent Paris, la capitale est très peu vue dans le film, au crédit municipal où dans des scènes tournées en intérieur (en fait au cabaret Paris Montmartre à Marseille) . L'action se passe principalement à Marseille. Toutefois la troupe de joyeux musiciens visite rapidement  Paris en autocar et s'empresse de rentrer à Marseille en avion en chantant Adieu Paris. L'avion survole une dernière fois la capitale.